# پنتوس
پُنتوس، پنتس، پنطس، پنطش، پونتوس یا پونت (به یونانی:Πόντος) نام سرزمینی باستانی در جنوب دریای سیاه در ترکیه کنونی‌است. در عصر تاریک یونانی یونانی‌های یونیه آغاز به ساخت شهرهایی در این سرزمین کردند. این نام در پایان دوران کلاسیک بیشتر به بخش شمالی آناتولی داده‌می‌شد. پونتوس با کاپادوکیه و ارمنستان هم‌مرز بود.
سال ۱۲۰ پیش از میلاد، اوج گرفتن قدرت پادشاهی پنتوس به وسیله مهرداد ششم پنتوس بود.

## تاریخچه

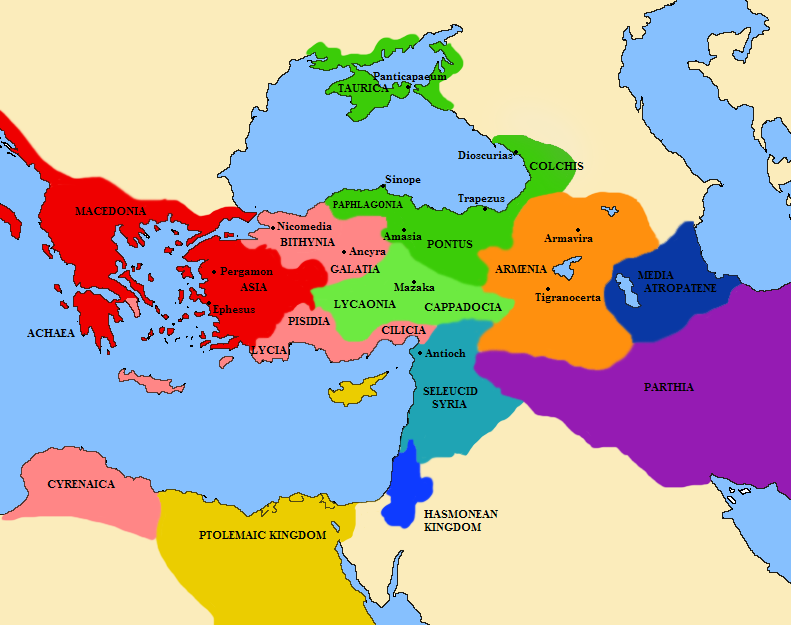
نقشه پادشاهی‌های خاورِ میانه در ۶۹ قبل از میلاد (پنتوس، سبز تیره)

از دیر باز خاندان شاهی ایرانی‌نژاد بر آنجا حکومت می‌کردند و در معابد بزرگی که بردگان مقدس زن و مرد بیشماری وقف آنها بود، مغان نفوذ دینی داشتند. این سرزمین از زمان‌های کهن تحت نفوذ فرهنگ ایرانی قرار گرفته و بسیاری از باورهای دینی و رسم و آیین‌های ایرانی را پذیرفته بود. بنا بر قول استرابو در همهٔ شهرهای پونتوس آتشکده‌ها وجود داشت و مغان در همه جا فراوان بودند.
اسکندر مقدونی در تازش به هخامنشیان بر این بخش هم دست‌یافت. با مرگ او و آشفتگی‌ای که در پی‌اش آمد پادشاهی پونتوس در آن سوی رود هالیس در ۳۰۲ (پیش از میلاد) بنیاد نهاده شد. پایه‌ریز این پادشاهی مهرداد یکم کتیستس پسر مهرداد دوم کیوسی بود. این مهرداد دوم یک ایرانی بود که در خدمت آنتیگونوس یکم مونوفتالموس یکی از جانشینان اسکندر بود. این پادشاهی تا ۶۴ (پیش از میلاد) به دست فرزندان مهرداد پایدار ماند. در زمان مهرداد بزرگ این پادشاهی از مرزهای پنتوس بسیار فراتر رفت. در ۶۴ پیش از میلاد پومپی سردار رومی بر این سرزمین دست‌یافت. پومپی سردار رومی که آسیای صغیر و پونتوس و کاپادوسیه را فتح کرده بود، آریوبرزن دست نشاندهٔ خود را در این نواحی به امیری گذاشت و در همان زمان بود که پس از چندین قرن به جای گاه‌شماری کاپادوسی-ایرانی تقویم رومی در این کشورها رایج شد.
در گذر تاریخ این سرزمین از امپراتوری بیزانس به امپراتوری ترابوزان رسید(۱۲۰۴ (میلادی)). در ۱۵ اوت۱۴۶۱ عثمانی‌ها بر این بخش دست‌یافتند.